# Тетрадиклис
Тетрадиклис (лат. Tetradiclis) — монотипный род травянистых однолетних растений семейства Селитрянковые (Nitrariaceae), включающий единственный вид Тетрадиклис тоненький (Tetradiclis tenella).  
Вид занесён в Красную книгу Ставропольского края.

## Ботаническое описание
Мелкое голое растение с тоненьким стеблем высотой 5—15 см и с тонким нитевидным корнем. Стебли могут иметь у основания несколько супротивных ветвей. Покрыто немногочисленными очередными, несколько мясистыми листьями, длиной до 10 мм. При разветвлении стебля листья посажены мутовчато.
Листовые пластинки перисторассеченные или лопастные с надрезанным краем или цельные, линейно-продолговатой формы, на основании листа имеется одно или два ушка.
Цветки очень мелкие, до 1 мм в диаметре, почти сидячие, с белым венчиком,  посажены на концы ветвей. Плод — вскрывающаяся четырёхгранная коробочка, содержит 8 семян.
Растение размножается семенами.

## Распространение и местообитание
Растение распространено преимущественно в Центральной и Юго-Западной Азии, в равнинных и полупустынных районах Средней Азии, в Пакистане, присутствует в Восточном Средиземноморье на территории Сирии, Палестины и Египта, встречается на Кавказе, на востоке европейской России и в Крыму.
Произрастает в зоне пустынь и полупустынь, на сырых участках солончаков.